# Carolyn Keene
Carolyn Keene ist ein Sammelpseudonym, unter dem die von verschiedenen Autoren geschriebenen US-amerikanischen Jugendbuchserien um Nancy Drew und The Dana Girls erschienen, sowie der Nancy-Drew-Spin-off River Heights. Darunter waren Mildred Wirt Benson, Susan Wittig Albert, Harriet Adams, Leslie McFarlane, Walter Karig, James Duncan Lawrence und Nancy Axelrad.